# 沙治奧·簡拿利斯
塞爾希奧·卡納萊斯·馬德拉索（西班牙語：Sergio Canales Madrazo，西班牙語發音：[ˈseɾxjo kaˈnales maˈðɾaθo]，1991年2月16日—），是一名西班牙足球運動員，現時效力墨西哥足球超級聯賽球會蒙特雷，西班牙國家足球隊成員。司職進攻中場。

## 球會生涯
桑坦德
沙治奧·簡拿利斯10歲時從Agustinos學校進入桑坦德青訓營。在桑坦德的各級別青年隊裡，他踢的是中場位置。他的左腳能力非常強，迅速展現了自己突出的實力和對比賽的解讀能力。
2008年9月18日，簡拿利斯第一次代表桑坦德一隊上陣，協助球隊在2008/09賽季歐洲足協盃以1-0擊敗芬蘭的球隊。在兩週後對陣奧沙辛拿的西甲聯賽，賽果同樣是1-0，簡拿利斯正式在西甲亮相。
而隨著年齡的長大，簡拿利斯已經在桑坦德獲得了越來越多的出場機會。在2010年1月9日的比賽中，桑坦德作客以2-1擊敗西維爾，簡拿利斯梅開二度，真正的算得上一戰成名。
皇家馬德里

2010年2月12日，皇家馬德里宣布與簡拿利斯簽約6年，合約於2010年7月1日生效，轉會費為450萬歐元。
2010年8月4日，簡拿利斯在皇家馬德里對亞美利加的友誼賽中攻入加盟皇馬後的第一個入球，協助球隊3-2取勝。簡拿利斯於8月29日在對陣馬略卡的聯賽賽事中正選上陣，賽果為0-0。
華倫西亞

2011年8月4日，華倫西亞宣布從皇家馬德里外借簡拿利斯兩個球季，並有優先購買權。
貝迪斯
2018年，簡拿利斯從華倫西亞轉會至皇家貝迪斯，並簽訂了為期四年的合約。
蒙特雷
2023年7月，32歲的卡納萊斯首次移居國外，同意與墨西哥足球超級聯賽球會蒙特雷簽訂一份為期三年的合約。他的到來使蒙特雷成為墨西哥足球第二昂貴的球隊。
2023年8月8日，卡納萊斯於美墨聯賽盃16強賽，在新俱樂部完成了他的夢幻首次進球，淘汰了主要對手老虎隊，幫助球隊前進四分之一決賽。

## 國家隊生涯
2019年3月15日，卡納萊斯被主教練路易斯·恩里克徵召參加2020年歐洲國家盃外圍賽對陣挪威和馬爾他的兩場比賽。八天後，他在以2-1戰勝挪威的比賽中，在第74分鐘替補达尼·塞瓦略斯，首次代表西班牙國家足球隊亮相。
2020年11月11日，卡納萊斯於1-1戰平荷蘭的友誼賽中攻入他的首個西班牙國家足球隊進球。

## 生涯統計

### 國家隊進球
最後更新：2020年11月11日
| #  | 日期       | 比賽場地                              | 對手 | 比分 | 賽果 | 賽事   |
| -- | ---------- | ------------------------------------- | ---- | ---- | ---- | ------ |
| 1. | 2020.11.11 | 荷蘭, 阿姆斯特丹, 約翰·克魯伊夫競技場 | 荷蘭 | 1-0  | 1-1  | 友誼賽 |

## 荣誉

### 俱乐部
皇家馬德里
- 西班牙國王盃 冠軍：2010–11賽季

 皇家貝提斯
- 西班牙國王盃 冠軍：2021–22賽季[11]

### 国家队
西班牙
- 歐洲足協國家聯賽 冠軍：2022–23年[12]

 西班牙U17
- 歐洲U-17足球錦標賽 冠軍：2008年

### 個人
- 歐足聯西甲賽季最佳陣容：2018-19
- 西甲賽季最佳陣容：2021-22
- 墨西哥足球超級聯賽賽季最佳陣容：2024年春季錦標賽[13]

## 外部連結
- Soccerway資料庫：沙治奧·簡拿利斯
- Valencia CF Official Website Profile （西班牙文）
- Real Madrid official profile （西班牙文）
- Racing official profile （西班牙文）
- BDFutbol profile （页面存档备份，存于）
- Transfermarkt profile
- ESPN Soccernet stats （页面存档备份，存于）